# Shun Nakamura
Shun Nakamura (中村 駿?, Nakamura Shun; Chiba, 24 febbraio 1994) è un calciatore giapponese, centrocampista del Júbilo Iwata.

## Palmarès

### Club

#### Competizioni nazionali
- Coppa J. League: 1

Avispa Fukuoka: 2023